# 샤를 5세 당주

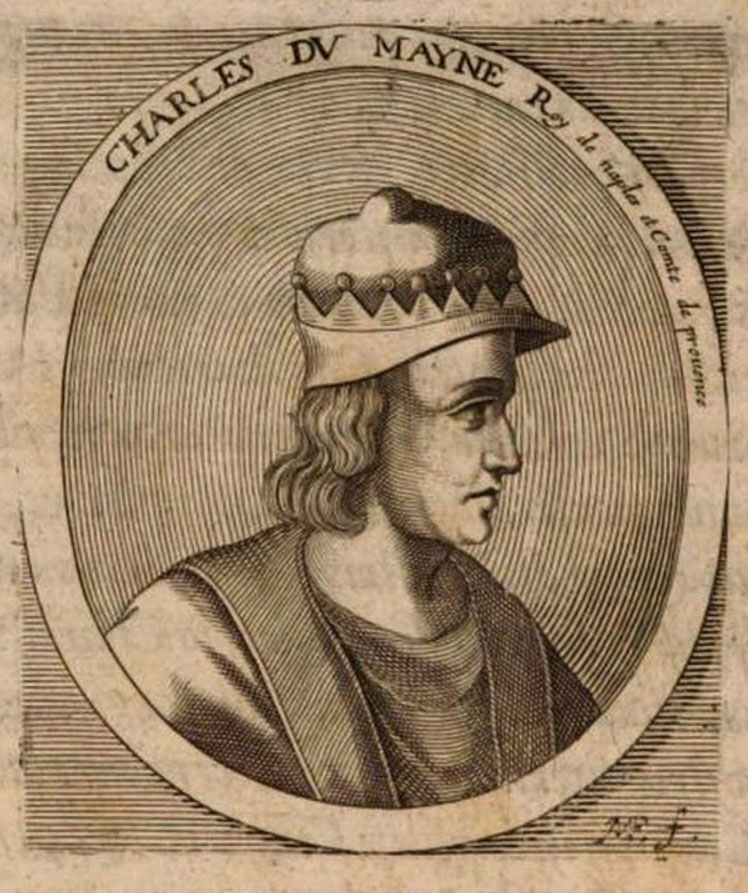
샤를 5세.

샤를 5세 당주 (Charles V d'Anjou, 1446년 – 1481년 12월 10일)는 루이 2세 당주와 욜란다 데 아라곤의 막내 아들인 발루아앙주 가의 멘 백작 샤를 4세 뒤 멘의 아들이다.
그는 1472년에 그의 아버지가 가지고 있던 기즈, 모르탕, 기엔, 멘 백작 작위를 계승하였다. 그는 1480년 살아남은 아들이 없던 그의 작은 아버지 르네 당주의 유언으로 5대 앙주 공작과 프로방스 백작 작위 또한 계승하였다. 르네의 딸인 욜랑드(Yolande)는 바르를 받았고 이미 로렌 여공이었다.
그는 또한 르네에게서 계승한 나폴리에 대한 권리의 표시로서, 칼라브리아 공작 칭호 또한 사용했다.
1474년에 그는 페리 2세 드 보데몽의 딸인 잔 드 로렌(Jeanne de Lorraine, 1458년 – 1480년 1월 25일)과 혼인했지만, 그들 사이에 자식은 없었다. 그는 1481년 12월 10일에 사망했다.
그는 그의 유산을 그의 친척 루이 11세에 물려주었고, 그것을 통해 이탈리아에 대한 권리를 얻어, 다음 십년 간 그것을 계승 관련 일들을 추진했다.

## 같이 보기
- 멘 백작과 공작
- 기즈 공작
- 앙주의 백작과 공작
- 프로방스 백작